# 妹尾順平
妹尾 順平（せのお じゅんぺい、1880年2月2日 - 1942年5月20日）は、日本の政治家、実業家。衆議院議員（1期）。妻・ミツは林忠崇の次女。

## 経歴
妹尾与一郎の次男として岡山県真庭郡木山村（現・真庭市）に生まれる。1904年、専修大学卒。妹尾銀行（現・中国銀行）に入り、行員となる。岡山商事(株)社長、日丸米肥(株)監査役を務める。
1920年の第14回衆議院議員総選挙において岡山8区から立憲政友会公認で立候補して当選した。2年後、岡山8区の選挙が無効となった。1922年3月6日付けで失職した。

1942年5月20日、62歳で亡くなった。